# Korog
Korođ (mađarski: Kórógy) je naselje u Republici Hrvatskoj, u sastavu Općine Tordinci, Vukovarsko-srijemska županija. Korođ je naseljen većinom Mađarima.

## Povijest
Za vrijeme Domovinskog rata prvo granatiranje sela bilo je 15. srpnja 1991. koje su izvršili srpski teroristi iz Silaša. Korođ je okupiran 29. rujna 1991. godine, okupacije je trajala sve do kraja 1997., odnosno početka 1998. godine, kada je tijekom mirne reintegracije omogućen povratak stanovnika njihovim opustošenim domovima. U Domovinskom ratu život je izgubilo petero Korođana. Mnogi prognani Korođani su 1991. utočište pronašli u Osijeku i uključili se u obranu Hrvatske, a dio je izbjegao u Mađarsku. Dio stanovnika se trajno naselio u Mađarskoj i Kanadi.

## Stanovništvo
Prema popisu stanovništva iz 2001. godine, naselje je imalo 521 stanovnika te 182 obiteljskih kućanstava.
| broj stanovnika | 1202  | 1277  | 1015  | 1046  | 989   | 1067  | 1003  | 1031  | 984   | 982   | 945   | 845   | 804   | 748   | 521   | 485   |
|                 | 1857. | 1869. | 1880. | 1890. | 1900. | 1910. | 1921. | 1931. | 1948. | 1953. | 1961. | 1971. | 1981. | 1991. | 2001. | 2011. |

## Šport
- NK "Gyoezelem"